# Sant Estève de Maurç
Saint-Étienne-de-Maurs és un municipi francès situat al departament de Cantal i a la regió d'Alvèrnia-Roine-Alps. L'any 2007 tenia 732 habitants.

## Demografia

### Població
El 2007 la població de fet de Saint-Étienne-de-Maurs era de 732 persones. Hi havia 308 famílies de les quals 76 eren unipersonals (42 homes vivint sols i 34 dones vivint soles), 122 parelles sense fills, 99 parelles amb fills i 11 famílies monoparentals amb fills.
La població ha evolucionat segons el següent gràfic:
Habitants censats

### Habitatges
El 2007 hi havia 392 habitatges, 317 eren l'habitatge principal de la família, 52 eren segones residències i 23 estaven desocupats. 379 eren cases i 11 eren apartaments. Dels 317 habitatges principals, 266 estaven ocupats pels seus propietaris, 47 estaven llogats i ocupats pels llogaters i 5 estaven cedits a títol gratuït; 2 tenien una cambra, 4 en tenien dues, 36 en tenien tres, 95 en tenien quatre i 180 en tenien cinc o més. 286 habitatges disposaven pel capbaix d'una plaça de pàrquing. A 145 habitatges hi havia un automòbil i a 157 n'hi havia dos o més.

### Piràmide de població
La piràmide de població per edats i sexe el 2009 era:
| Homes | Edats   | Dones |
| ----- | ------- | ----- |
| 0     | 95 o +  | 0     |
| 0     | 90 a 94 | 12    |
| 8     | 85 a 89 | 0     |
| 12    | 80 a 84 | 0     |
| 20    | 75 a 79 | 16    |
| 20    | 70 a 74 | 24    |
| 20    | 65 a 69 | 44    |
| 16    | 60 a 64 | 20    |
| 24    | 55 a 59 | 12    |
| 16    | 50 a 54 | 44    |
| 20    | 45 a 49 | 16    |
| 12    | 40 a 44 | 8     |
| 16    | 35 a 39 | 16    |
| 28    | 30 a 34 | 28    |
| 20    | 25 a 29 | 16    |
| 4     | 20 a 24 | 4     |
| 8     | 15 a 19 | 24    |
| 12    | 10 a 14 | 4     |
| 16    | 5 a 9   | 8     |
| 28    | 0 a 4   | 8     |

## Economia
El 2007 la població en edat de treballar era de 434 persones, 306 eren actives i 128 eren inactives. De les 306 persones actives 296 estaven ocupades (150 homes i 146 dones) i 11 estaven aturades (5 homes i 6 dones). De les 128 persones inactives 74 estaven jubilades, 23 estaven estudiant i 31 estaven classificades com a «altres inactius».

### Ingressos
El 2009 a Saint-Étienne-de-Maurs hi havia 322 unitats fiscals que integraven 737 persones, la mediana anual d'ingressos fiscals per persona era de 17.428 €.

### Activitats econòmiques
Dels 22 establiments que hi havia el 2007, 2 eren d'empreses de fabricació d'altres productes industrials, 4 d'empreses de construcció, 5 d'empreses de comerç i reparació d'automòbils, 3 d'empreses d'hostatgeria i restauració, 2 d'empreses financeres, 3 d'empreses immobiliàries, 2 d'empreses de serveis i 1 d'una empresa classificada com a «altres activitats de serveis».
Dels 4 establiments de servei als particulars que hi havia el 2009, 1 era un guixaire pintor, 2 fusteries i 1 electricista.
L'únic establiment comercial que hi havia el 2009 era un supermercat.
L'any 2000 a Saint-Étienne-de-Maurs hi havia 38 explotacions agrícoles que ocupaven un total de 1.040 hectàrees.

## Equipaments sanitaris i escolars
El 2009 hi havia una escola elemental.

## Poblacions més properes
El següent diagrama mostra les poblacions més properes.